# Christoph Probst

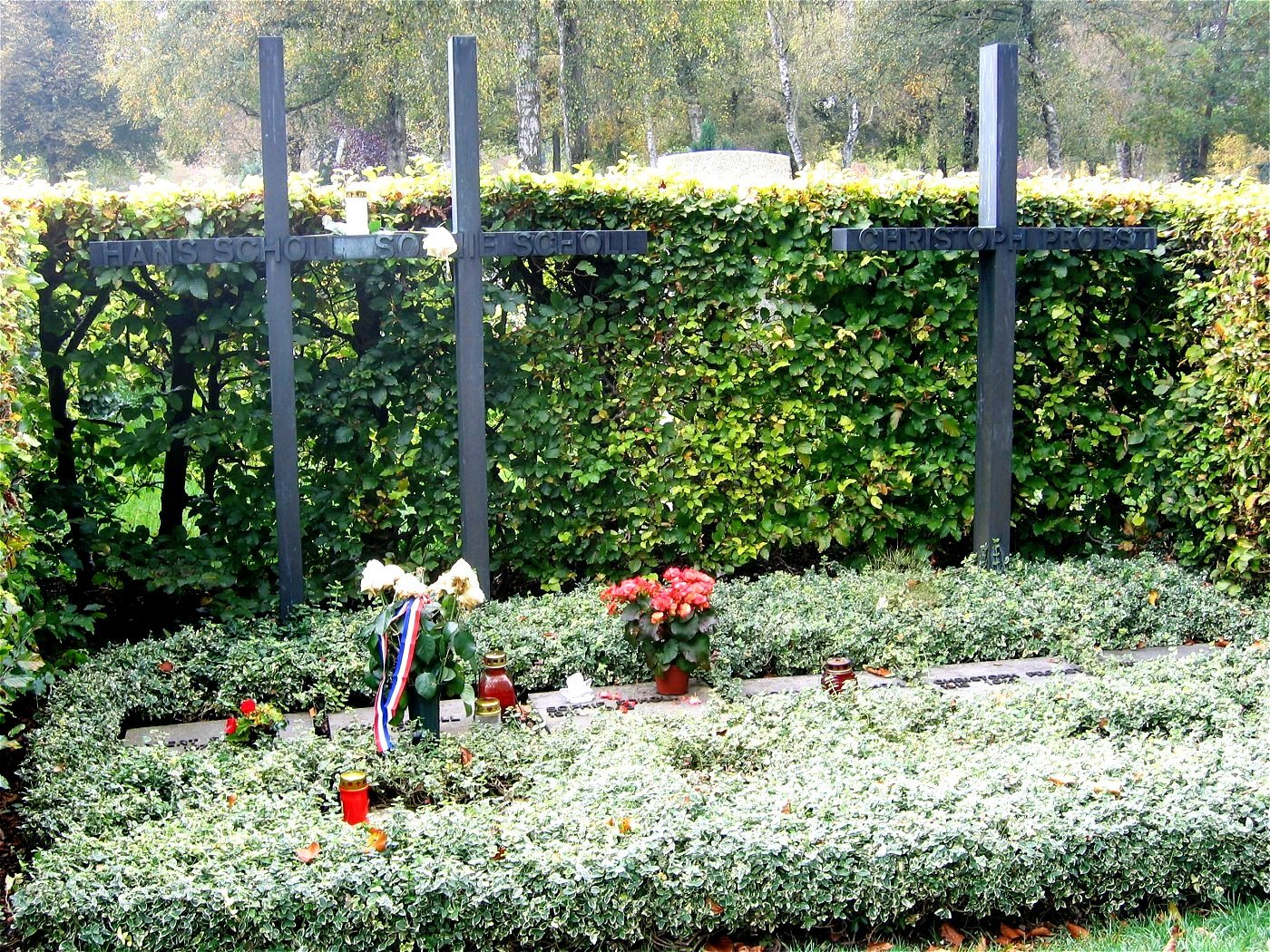
Christoph Probsts, Hans Scholls och Sophie Scholls gemensamma grav på Friedhof am Perlacher Forst i München.

Christoph Hermann Ananda Probst, född 16 november 1919 i Murnau am Staffelsee, död 22 februari 1943 i München, var en tysk motståndsman i Nazityskland. Han var medlem av Vita Rosen.
Probst arresterades i februari 1943 och åtalades inför Folkdomstolen tillsammans med syskonen Hans och Sophie Scholl. De tre dömdes till döden för högförräderi och avrättades med giljotin den 22 februari 1943.

## Populärkultur
- I filmen Die weiße Rose från 1982 spelas Christoph Probst av Werner Stocker.
- I filmen Sophie Scholl – De sista dagarna från 2005 gestaltas Christoph Probst av Florian Stetter.